# دشت ساحلی اسرائیل

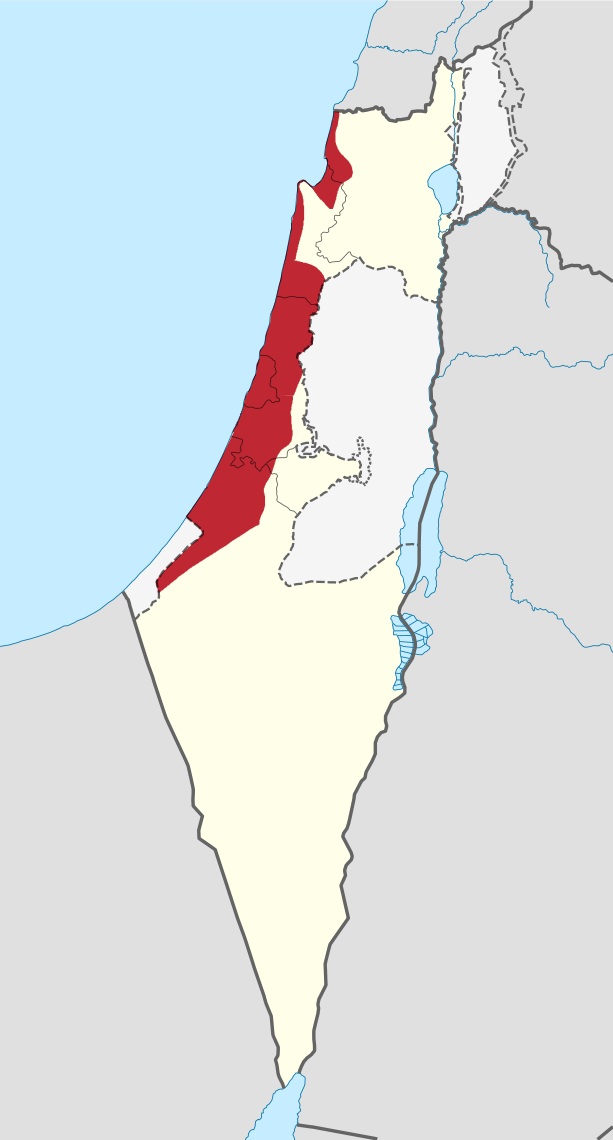
منطقه دشت ساحلی در اسرائیل

دشت ساحلی اسرائیل (به عبری: מישור החוף) یک دشت ساحلی در امتداد ساحل دریای مدیترانه اسرائیل است که از شمال تا جنوب به طول ۱۸۷ کیلومترامتداد دارد. این دشت در شمال باریک و در جنوب به‌طور قابل توجهی وسیع تر می‌شود و به جز بخش کوتاهی که کوه کرمل تقریباً که تا دریا می‌رسد، پیوسته‌است. دشت ساحلی اسرائیل از شرق به غرب با مناطق مرتفع جلیل، دره جیزرائیل، رشته کوه کرمل، کوه‌های سامری، تپه‌های یهودا و کوه‌های نگب هم‌مرز است.